# Josef Kačer
Josef Kačer (30. března 1802 v Černilově – 25. ledna 1871 ve Velkém Táboře) byl český evangelický kazatel, překladatel a básník. Od 5. prosince 1829 působil jako farář českých exulantů ve Velkém Táboře u Sycova v pruském Slezsku. Později jeho práci na táborské faře převzali syn a po něm i vnuk. Josef Kačer se považoval za exulanta, z Čech odešel kvůli sporům s katolickými kněžími.
V době českého národního obrození se o něj začala zajímat část české veřejnosti kvůli jeho vztahům s Jánem Kollárem a J. E. Purkyně. J. E. Purkyně, který působil ve Vratislavi, byl kmotrem jeho syna Otakara. Kačer se pokoušel jako buditel rozšířit všeslovanské myšlenky mezi táborské farníky, ti ale neměli o obrození ani tušení, a jeho práce neměla velký ohlas. V památníku národního písemnictví je v pozůstalosti J. E. Purkyně (15/C/15) jeho dopis, kde stojí:
Kýžby to vzájemné kaceřování a vyobcovávání mezi rozličnými křesťanskými sbory jedenkrát již ustalo a raději láska bratrská zvlášť mezi námi Slovany tak potřebná, aby se stala svazkem, všecky, bez ohledu na známosti nábožných, v jeden národ, v jednu rodinu spojujícím.
Josef Kačer, 15. 1. 1838

## Dílo
Jan Kačer studoval a Pápě v Uhersku a je označován za epigona Jána Kollára.
- Znělky Jána Kollára (1827)
- Kalich, meč a kříž (1870) – úryvek[5]